# Peter Grünke
Peter Grünke (* 1958 in Bad Lauchstädt) ist ein ehemaliger deutscher Radrennfahrer und nationaler Meister im Radsport.

## Sportliche Laufbahn
Er begann bei der BSG Buna Schkopau mit dem Radsport. Grünke war Bahnradsportler und in der DDR aktiv. Seine Spezialdisziplin war das 1000-Meter-Zeitfahren. In dieser Disziplin wurden er 1979 und 1980 DDR-Meister. Sein Sieg 1979, als er deutlich vor dem Weltmeister Lothar Thoms gewann, war eine Überraschung. Der Sieg brachte ihm die Teilnahme an den Weltmeisterschaften ein. 1981 und 1982 gewann er die Bronzemedaille bei den Siegen von Maic Malchow bzw. Emanuel Raasch. Auf der Radrennbahn der Werner-Seelenbinder-Halle in Berlin gewann er 1979 die Titel im Zeitfahren und in der Mannschaftsverfolgung bei den DDR-Winterbahn-Meisterschaften. Bei den Sommerbahn-Meisterschaften gewann er mit seinem Vierer die Bronzemedaille. 1979 startete er bei den UCI-Bahn-Weltmeisterschaften und belegte den 4. Platz im Zeitfahren. Er war bis 1983 Mitglied der DDR-Nationalmannschaft und gewann bei diesen Einsätzen 1983 den Internationalen Mocca-Cup in Budapest gegen Fahrer, die bei der nachfolgenden Weltmeisterschaft die Podiumsplätze belegten. Grünke startete für den Verein TSC Berlin. 1985 beendete er seine Laufbahn.

## Familiäres
Peter Grünke ist der Bruder des Olympiasiegers von 1976 im Zeitfahren Klaus-Jürgen Grünke.